# Konstantinos VI
Konstantinos VI (tiếng Hy Lạp cổ: Κωνσταντῖνος Ϛ΄, Kōnstantinos VI; 14 tháng 1, 771 – trước 805) là Hoàng đế Đông La Mã từ năm 780 đến 797.

## Nhiếp chính
Konstantinos VI là con trai duy nhất của Hoàng đế Leon IV và Irene thành Athena. Konstantinos được phụ hoàng phong làm đồng hoàng đế vào năm 776, rồi sau nối ngôi hoàng đế duy nhất vào năm 780 khi mới chín tuổi. Do tuổi còn quá nhỏ để mà trị quốc, Irene và Tổng quản Đại thần Staurakios đã thay mặt Konstantinos làm nhiếp chính.
Năm 782, Konstantinos được hoàng thất đính hôn với Rotrude, con gái của vua Charlemagne xứ Frank với người vợ thứ ba của ông Hildegard. Chính Irene đã chấm dứt việc đính ước vào năm 788. Năm 787, Konstantinos đã ký sắc lệnh của Công đồng Nicaea thứ hai, nhưng ông dường như lại có thiện cảm với sự bài trừ thánh tượng.
Rồi sau đó Konstantinos cũng bước sang tuổi 16, nhưng mẫu hậu lại không chịu từ bỏ quyền hành của mình. Sau khi đàn áp một âm mưu chống lại mình vào mùa xuân năm 790, Irene cố gắng để có được sự công nhận chính thức là hoàng hậu. Điều này phản tác dụng và với sự hỗ trợ quân sự Konstantinos cuối cùng cũng nắm được thực quyền trong tay vào năm 790, sau khi người Armenia nổi dậy chống lại Irene. Tuy nhiên, bà được phép giữ danh hiệu Hoàng hậu mà mãi đến năm 792 mới được công nhận.

## Triều đại
Một khi nắm quyền kiểm soát đất nước, Konstantinos đã chứng minh sự bất tài của một nhà cai trị tráng kiện. Quân đội của ông đã bị người Ả Rập đánh cho thảm bại và bản thân phải hứng chịu một thất bại nhục nhã dưới tay vua Kardam của Bulgaria trong trận Marcellae năm 792. Một động thái phát triển có lợi cho vị hoàng thúc là Caesar Nikephoros. Konstantinos bèn múc mắt thúc phụ và cắt lưỡi của bốn anh em họ khác để trừ hậu họa. Phe cánh người Armenia từng ủng hộ ông trước đây giờ dấy loạn sau khi hay tin hoàng đế chọc mù mắt tướng Alexios Mosele của họ. Konstantinos đưa binh trấn áp cuộc nổi dậy này với sự tàn ác cực đoan vào năm 793.
Sau đó hoàng đế tiến hành ly dị Maria xứ Amnia vì không sinh con nối dõi cho ông và kết hôn với tình nhân Theodote, một hành động không được lòng dân và giáo luật bất hợp pháp đã gây ra cái gọi là "Tranh cãi Moechia". Mặc dù Thượng phụ Tarasios không công khai chống đối, ông cũng từ chối làm lễ kết hôn. Sự phản đối của dân chúng được bày tỏ bởi người chú của Theodote là Plato xứ Sakkoudion, thậm chí còn cắt đứt mối giao thiệp với Tarasios vì lập trường thụ động của mình. Do tính không khoan nhượng của Plato đã khiến ông bị tống giam, trong khi những người ủng hộ trong tu viện của ông đã bị đàn áp và đày đến Thessalonica. Sự "Tranh cãi Moechia" đã làm mất đi chút uy tín còn lại của hoàng đế đặc biệt là giới chức sắc, mà Irene lên tiếng bênh vực nhằm chống lại con mình.
Ngày 19 tháng 4 năm 797, Konstantinos bị phe tạo phản ủng hộ mẫu hậu bắt giữ, chọc mù mắt rồi đem tống vào ngục nhằm ý định đưa Irene đăng quang như vị Hoàng hậu đầu tiên tại vị của Constantinopolis. Riêng Konstantinos chết vào lúc nào thì chưa biết chính xác; nhưng chắc chắn là phải trước năm 805, nhưng ông rất có khả năng đã chết vì những vết thương của mình ngay sau khi bị chọc mù mắt. Hoàng đế được chôn cất tại tu viện Thánh Euphrosyne mà Irene đã lập nên. Vào đầu những năm 820, Thomas người Slav đã mạo danh Konstantinos VI trong một nỗ lực tranh giành sự ủng hộ nhằm chống lại Mikhael II.

## Gia đình

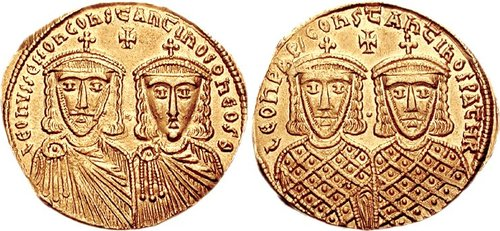
Konstantinos VI và phụ hoàng Leon IV.

Với người vợ đầu Maria xứ Amnia, Konstantinos VI có hai người con gái:
- Euphrosyne (790 –  sau 836), người kết hôn với Hoàng đế Mikhael II
- Irene (789 –  sau tháng 7, 796), sau trở thành một nữ tu

Với tình nhân của ông và sau đó là người vợ thứ hai Theodote, Konstantinos VI có hai người con trai, cả hai đều chết trẻ:
- Leo (7 tháng 10, 796 –  1 tháng 5, 797)
- Một người không rõ danh tính (sau khi mất 797/8 –  giữa 802 và 808)